# William Mallalieu
(Joseph Percival) William Mallalieu (18 juin 1908 - 13 mars 1980) est un journaliste, auteur et homme politique du Parti travailliste britannique.

## Biographie
D'origine huguenote, fils de Frederick Mallalieu, député, les ancêtres de Mallalieu se sont installés à Saddleworth au début des années 1600, où ils vivaient dans des conditions modestes en travaillant comme tisserands. Le père de Frederick Mallalieu, Henry (1831-1902), est un homme d'affaires autodidacte, qui commence à l'âge de douze ans, comme tisserand à la main, devenant fabricant de laine, président de sociétés sidérurgiques et magistrat,,,.
Mallalieu fait ses études à la Dragon School d'Oxford, au Cheltenham College, au Trinity College, à Oxford et à l'Université de Chicago. Il est président de l'Oxford Union Society en 1930 et d'un bleu de rugby. Il sert dans la Royal Navy de 1942 à 1945, en tant que marin ordinaire, puis est nommé lieutenant. Son roman, Very Ordinary Seaman, est basé sur ses expériences dans la marine.
Mallalieu est député de Huddersfield de 1945 à 1950 et de Huddersfield East après les changements de frontières de 1950 à 1979. Il occupe divers postes ministériels sous Harold Wilson, notamment celui de ministre de la Défense chargé de la Royal Navy (1966–1967), du Board of Trade (1967–1968) et de la Technologie (1968–1969).
En 1945, Mallalieu épouse Harriet Rita Riddle Tinn, fille de Jack Tinn, directeur du Portsmouth Football Club de 1927 à 1947,. Leur fille, Ann, est une pair travailliste. Le frère de Mallalieu, Lance est également député. Son oncle, Albert Henry Mallalieu, est le chef de cette famille de Tan-y-Marian, Llandudno ,.
Mallalieu est l'auteur de Rats! ( Left Book Club, 1941) sous le pseudonyme de «The Pied Piper». Un recueil de ses écrits sur divers sports, principalement écrits pour The Spectator, est publié sous le titre Sporting Days (The Sportsmans Book Club, 1957).